# Villanueva de San Mancio
Villanueva de San Mancio ist ein nordspanischer Ort und eine Gemeinde (municipio) mit 102 Einwohnern (Stand: 2024) im Nordosten der Provinz Valladolid der Autonomen Gemeinschaft Kastilien-León.

## Lage
Der Ort Villanueva de San Mancio liegt an der Einmündung des Río Anguijón in den Río Sequillo im Zentrum der Comarca Tierra de Campos in der kastilischen Hochebene in einer Höhe von etwa 745 m ü. d. M. Die Provinzhauptstadt Valladolid befindet sich knapp 48 km (Fahrtstrecke) südöstlich; die Stadt Palencia ist gut 54 km in nordöstlicher Richtung entfernt. Das Klima im Winter ist durchaus kalt, im Sommer dagegen warm bis heiß; die spärlichen Regenfälle (ca. 430 mm/Jahr) fallen verteilt übers ganze Jahr.

## Bevölkerungsentwicklung
| Jahr      | 1842 | 1900 | 1950 | 2000 | 2016 |
| Einwohner | 356  | 394  | 318  | 119  | 83   |

Der Bevölkerungsrückgang im 20. Jahrhundert ist im Wesentlichen auf die Mechanisierung der Landwirtschaft und den damit einhergehenden Verlust von Arbeitsplätzen zurückzuführen.

## Wirtschaft
Die auf den fruchtbaren Lehm- und Lössböden der Tierra de Campos betriebene Feldwirtschaft und die Haltung von Kleinvieh (v. a. Hühner) bildeten jahrhundertelang die Lebensgrundlage der als Selbstversorger lebenden Bevölkerung der Region; Pferde und Esel wurden als Zug- und Tragtiere gehalten. Seit dem Mittelalter entwickelten sich auch Handwerk, Kleinhandel und Dienstleistungsbetriebe aller Art, die jedoch inzwischen wieder verschwunden sind.

## Geschichte
In vorrömischer Zeit gehörte die Region zum Siedlungsgebiet des keltischen Volksstamms der Vaccäer; später kamen Römer und Westgoten und im 8. Jahrhundert wurde das Gebiet von den Mauren überrannt – alle vier Kulturen haben jedoch in dem ehemals möglicherweise bewaldeten Gebiet keine archäologisch verwertbaren Spuren hinterlassen. Bereits im 9. Jahrhundert eroberten asturisch-leonesische Heere die Gebiete nördlich des Duero zurück (reconquista). Ende des 10. Jahrhunderts machte der maurische Heerführer Almansor die christlichen Erfolge vorübergehend wieder zunichte, aber im 11. Jahrhundert dehnte das Königreich León sein Herrschaftsgebiet erneut bis zur Duero-Grenze aus. Nach vorangegangenen Versuchen vereinigte sich León im Jahr 1230 endgültig mit dem Königreich Kastilien, doch kam es immer wieder zu Auseinandersetzungen. Seine Blütezeit erlebte der Ort im ausgehenden Mittelalter und in der frühen Neuzeit.

## Sehenswürdigkeiten

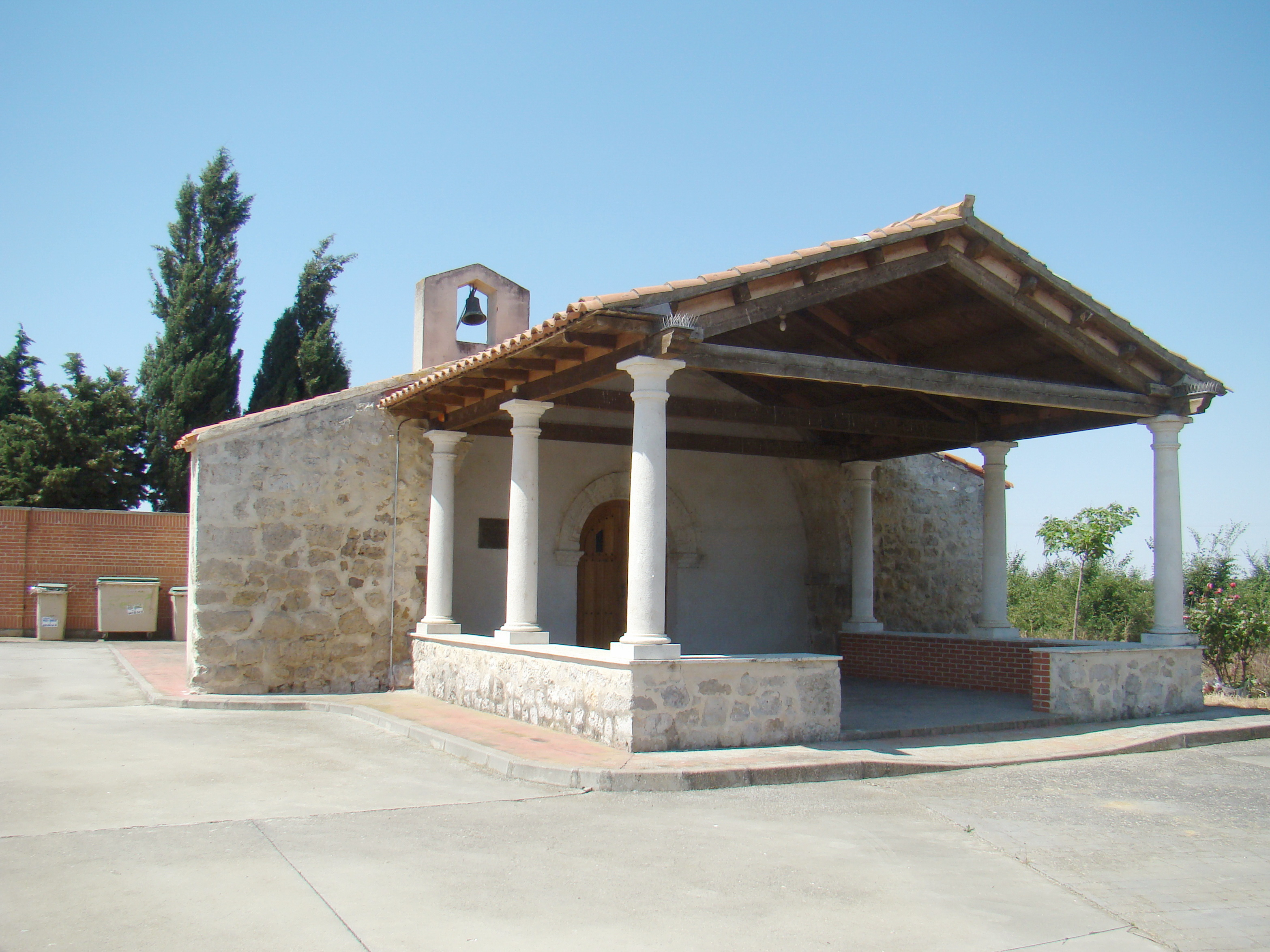
Ermita de Humilladero

- Die am nordwestlichen Ortsrand gelegene und im 16. Jahrhundert erbaute Iglesia de San Mancio ist einem Märtyrer aus der portugiesischen Stadt Évora geweiht und war die Kirche eines ehemaligen Klosters, welches im Rahmen der Verstaatlichung des Kirchenbesitzes (desamortisation) in der Mitte des 19. Jahrhunderts abgerissen wurde. Der von einem Unterbau mit quadratischem Grundriss in ein Achteck überführte Glockenturm ist einzigartig in der Region. Der ca. 17 m hohe Innenraum ist einschiffig und von Sterngewölben (in der Apsis sogar mit hängenden Schlusssteinen) bedeckt. Beachtenswert sind mehrere mit Blattgold überzogene barocke Schnitzaltäre.
- Die kleine Ermita de Humilladero steht am Ortsrand. Sie hat einen später hinzugefügten Vorbau mit Säulen und einen einfachen Glockengiebel.